# José Maria Pinto Barcellos
José Maria Pinto Barcellos (Campos dos Goytacazes, 20 de setembro de 1931 – 20 de janeiro de 1998) foi um médico brasileiro.
Graduado pela Faculdade de Medicina da Universidade do Brasil em 13 de janeiro de 1956. Foi eleito membro da Academia Nacional de Medicina em 1984, sucedendo Jayme Pecegueiro Gomes da Cruz na Cadeira 92, que tem Isaac Werneck da Silva Santos como patrono.